# 里什兰
里什兰（法語：Richeling，法語發音：[ʁiʃlɛ̃]；洛林法兰克语：Rischlinge）是法国摩泽尔省的一个市镇，属于萨尔格米讷区。

## 地理
里什兰（49°1'46"N, 6°57'38"E）面积4.21 平方千米，位于法国大東部大區摩泽尔省，该省份为法国东北部内陆省份，是洛林的一部分，西南接默尔特-摩泽尔省，东临下莱茵省，北与卢森堡和德国接壤。
与里什兰接壤的市镇（或旧市镇、城区）包括：格伦德维莱尔、奥尔万、雷姆兰莱皮特朗日、萨拉尔布。

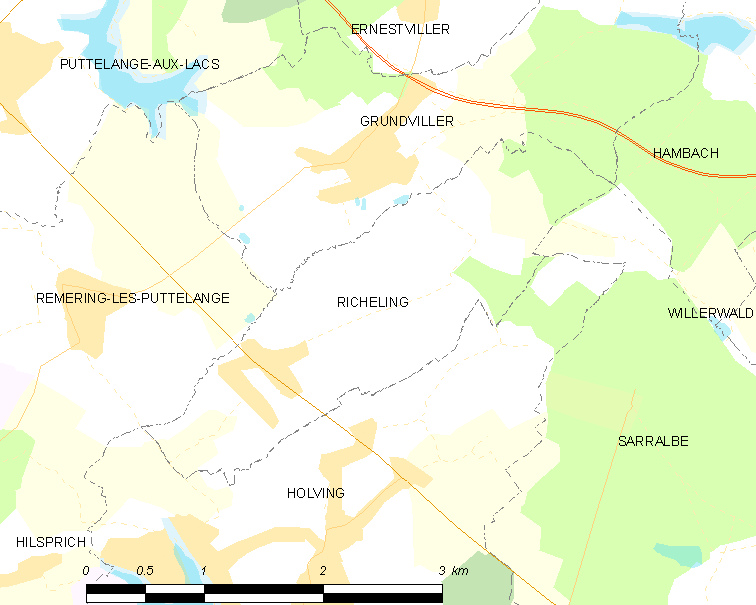
里什兰的OSM定位图

里什兰的时区为UTC+01:00、UTC+02:00（夏令时）。

## 行政
里什兰的邮政编码为57510，INSEE市镇编码为57581。

## 政治
里什兰所属的省级选区为萨拉尔布县。

## 人口

1962-2008年间里什兰人口变化图示

里什兰于2022年1月1日时的人口数量为348人。